# Оскар Петурссон
Заголовок цієї статті — це ісландське ім'я, де Оскар — особове ім'я, а Петурссон — ім'я по батькові. 
Оскар Петурссон (ісл. Óskar Pétursson, нар. 26 січня 1989, Рейк'явік) — ісландський футболіст, воротар клубу «Гріндавік».
Грав за молодіжну збірну Ісландії.

## Клубна кар'єра
У дорослому футболі дебютував 2009 року виступами за команду «Гріндавік», кольори якої захищає й донині.

## Виступи за збірну
У 2011 році провів одну офіційну гру у складі молодіжної збірної Ісландії.